# Wake Village (Texas)
Wake Village es una ciudad ubicada en el condado de Bowie, Texas, Estados Unidos. Según el censo de 2020, tiene una población de 5945 habitantes.
Es parte del área metropolitana de Texarkana. 

## Geografía
La ciudad está ubicada en las coordenadas 33°25′26″N 94°7′37″O / 33.42389, -94.12694 (33.423839, -94.126966). Según la Oficina del Censo de los Estados Unidos, Wake Village tiene una superficie total de 7.73 km², correspondientes en su totalidad a tierra firme.

## Demografía
Según el censo de 2020, hay 5945 personas residiendo en Wake Village. La densidad de población es de 769,08 hab./km². El 61.41% de los habitantes son blancos, el 26.56% son afroamericanos, el 0.91% son amerindios, el 0.82% son asiáticos, el 3.18% son de otras razas y el 7.12% son de una mezcla de razas. Del total de la población, el 6.83% son hispanos o latinos de cualquier raza.